# Suat Serdar
Suat Serdar, né le 11 avril 1997 à Bingen am Rhein en Allemagne, est un footballeur international allemand qui évolue au poste de milieu de terrain à l'Hellas Verona.

## Biographie
Suat Serdar né le 11 avril 1997 à Bingen am Rhein de parents d'origine turque.

### En club

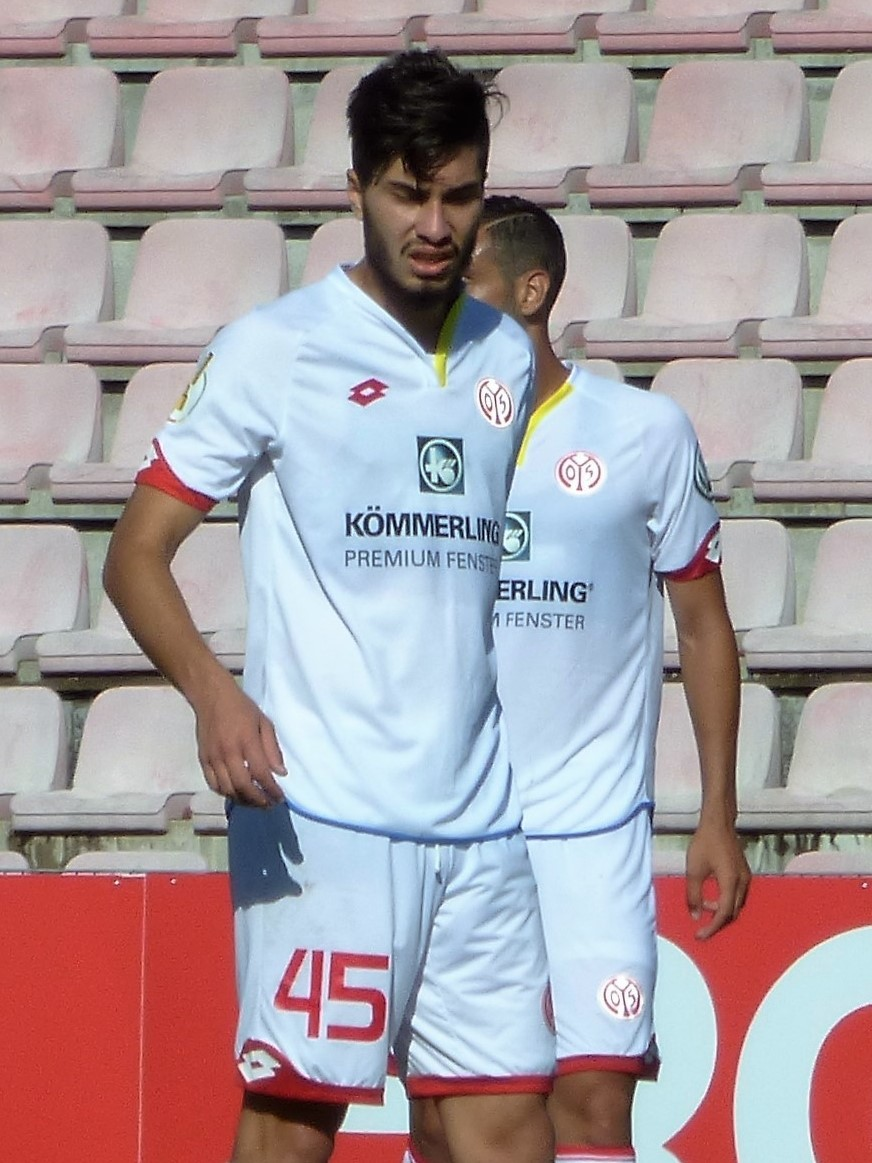
Suat Serdar lorsqu'il évoluait à Mayence en 2016.

#### Débuts et formation (2003-2015)
Il commence le football à l'âge de 6 ans dans le club de sa ville natale, le BFV Hassia Bingen. En 2008, il est repéré par Mayence et intègre son centre de formation.

#### FSV Mayence (2015-2018)
Suat Serdar dispute son premier match professionnel le 18 septembre 2015 face au TSG Hoffenheim pour le compte de la cinquième journée de Bundesliga, en remplaçant Yunus Mallı à la 88e minute (victoire 3-1). Il marque son premier but le 9 septembre 2017 face au Bayer Leverkusen (victoire 3-1).

#### Schalke 04 (2018-2021)
Le 17 mai 2018, il s'engage avec Schalke 04 jusqu'en juin 2022. Le montant du transfert est de 11 millions d'euros.
Il dispute son premier match avec Schalke lors de la première journée de Bundesliga face au VfL Wolfsburg (défaite 2-1), et marque son premier but le 6 octobre 2018 contre le Fortuna Düsseldorf (victoire 2-0). Il participe à son premier match de Ligue des champions le 18 septembre 2018 contre le FC Porto (1-1).
Le 27 avril 2019, lors du derby de la Ruhr remporté par Schalke (victoire 2-4), il est victime de deux tacles par derrière entraînant l'exclusion de Marco Reus (60e minute) et de Marius Wolf (65e minute),.
À la fin de la saison 2019-2020, il est le meilleur réalisateur de Schalke avec sept buts marqués, tous en championnat.

### En sélection
Suat Serdar participe avec la sélection allemande au championnat d'Europe des moins de 19 ans 2016 organisé dans son pays natal. Lors de la compétition, il inscrit un but contre les Pays-Bas.
En 2019, il est appelé par Stefan Kuntz pour participer au championnat d'Europe espoirs en Italie et à Saint-Marin où les Allemands échouent en finale face à l'Espagne.
Le 6 octobre 2019, il est convoqué pour la première fois par Joachim Löw en Équipe d'Allemagne pour affronter l'Argentine et l'Estonie.

## Statistiques

### Statistiques détaillées
| Saison                | Club                  | Championnat           | Championnat | Championnat | Championnat | Coupe(s) nationale(s) | Coupe(s) nationale(s) | Coupe(s) nationale(s) | Compétition(s) continentale(s) | Compétition(s) continentale(s) | Compétition(s) continentale(s) | Compétition(s) continentale(s) | Total | Total | Total |
| Saison                | Club                  | Division              | M.          | B.          | P.d.        | M.                    | B.                    | P.d.                  | Comp.                          | M.                             | B.                             | P.d.                           | M.    | B.    | P.d.  |
| 2015-2016             | 1. FSV Mayence 05     | Bundesliga            | 12          | 0           | 0           | -                     | -                     | -                     | -                              | -                              | -                              | -                              | 12    | 0     | 0     |
| 2016-2017             | 1. FSV Mayence 05     | Bundesliga            | 8           | 0           | 0           | 2                     | 0                     | 1                     | C3                             | 4                              | 0                              | 0                              | 14    | 0     | 1     |
| 2017-2018             | 1. FSV Mayence 05     | Bundesliga            | 25          | 2           | 0           | 3                     | 1                     | 0                     | -                              | -                              | -                              | -                              | 28    | 3     | 0     |
| Sous-total            | Sous-total            | Sous-total            | 45          | 2           | 0           | 5                     | 1                     | 1                     | -                              | 4                              | 0                              | 0                              | 54    | 3     | 1     |
| 2018-2019             | Schalke 04            | Bundesliga            | 26          | 2           | 1           | 2                     | 0                     | 0                     | C1                             | 7                              | 0                              | 1                              | 35    | 2     | 2     |
| 2019-2020             | Schalke 04            | Bundesliga            | 20          | 7           | 0           | 2                     | 0                     | 1                     | -                              | -                              | -                              | -                              | 22    | 7     | 1     |
| 2020-2021             | Schalke 04            | Bundesliga            | 25          | 1           | 2           | 1                     | 1                     | 0                     | -                              | -                              | -                              | -                              | 26    | 2     | 2     |
| Sous-total            | Sous-total            | Sous-total            | 71          | 10          | 2           | 5                     | 1                     | 1                     | -                              | 7                              | 0                              | 1                              | 83    | 11    | 4     |
| 2021-2022             | Hertha Berlin         | Bundesliga            | 32          | 3           | 0           | 3                     | 1                     | 0                     | -                              | -                              | -                              | -                              | 35    | 4     | 0     |
| 2022-2023             | Hertha Berlin         | Bundesliga            | 32          | 4           | 2           | 1                     | 0                     | 0                     | -                              | -                              | -                              | -                              | 33    | 4     | 2     |
| 2023-2024             | Hertha Berlin         | 2. Bundesliga         | -           | -           | -           | 1                     | 0                     | 0                     | -                              | -                              | -                              | -                              | 1     | 0     | 0     |
| Sous-total            | Sous-total            | Sous-total            | 64          | 7           | 2           | 5                     | 1                     | 0                     | -                              | 0                              | 0                              | 0                              | 69    | 8     | 2     |
| 2023-2024             | Hellas Vérone (prêt)  | Serie A               | 25          | 0           | 2           | 1                     | 0                     | 0                     | -                              | -                              | -                              | -                              | 26    | 0     | 2     |
| Total sur la carrière | Total sur la carrière | Total sur la carrière | 219         | 19          | 6           | 16                    | 3                     | 2                     | -                              | 11                             | 0                              | 1                              | 246   | 22    | 9     |

## Palmarès
| Allemagne                                         |
| ------------------------------------------------- |
| - Championnat d'Europe espoirs - Finaliste : 2019 |

## Vie privée
Son frère, Mükerrem Serdar, était également footballeur au Hassia Bingen.